# Braggs (Alabama)
Braggs ist ein gemeindefreies Gebiet im Lowndes County im Bundesstaat Alabama in den Vereinigten Staaten.

## Geographie
Braggs liegt im Süden Alabamas im Süden der Vereinigten Staaten.
Nahegelegene Orte sind unter anderem Mosses (11 km nordöstlich), Minter (17 km nordwestlich), Greenville (19 km südlich) und Fort Deposit (21 km südöstlich). Die nächste größere Stadt ist mit 205.000 Einwohnern die etwa 45 Kilometer nordöstlich entfernt gelegene Hauptstadt Alabamas, Montgomery.

## Geschichte
Der Ort erhielt seinen Namen im Andenken an die Familie des ersten Postleiters, Peter N. Braggs, der 1833 eingestellt wurde.

## Verkehr
Braggs wird von der Alabama State Route 21 durchlaufen, zudem befindet sich hier der nördliche Endpunkt der Alabama State Route 263, über die etwa 27 Kilometer südöstlich Anschluss an den Interstate 65, den U.S. Highway 31 sowie die Alabama State Route 3 besteht. 37 Kilometer nordöstlich besteht Anschluss an den U.S. Highway 80.
28 Kilometer südöstlich befindet sich der Mac Crenshaw Memorial Airport,35 Kilometer nördlich der Flughafen der Stadt Selma, Craig Field und 47 Kilometer nordöstlich der Regionalflughafen Montgomery.